# José Luis Serrano
José Luis Serrano de Juan (Ciudad Real, 16 de julio de 1967), conocido al comienzo de su trayectoria por el seudónimo Elputojacktwist, es un escritor español, Premio Novela Fuera de Serie (2011), Premio Ley del Deseo FanCineGay Extremadura (2012). Finalista Premio Cosecha Eñe de la revista Eñe (2016).

## Biografía
Primer hijo del segundo matrimonio de Ángel Serrano con Esperanza de Juan, ambos maestros. Estudió la Primaria y el Bachillerato en Ciudad Real, a la vez que cursó estudios de solfeo e idiomas. A los dieciocho años marchó a Madrid a estudiar matemáticas. A los veintidós años se licenció en Ciencias Matemáticas por la Universidad Complutense de Madrid (1990) en la especialidad de Ciencias de la Computación.
Realizó el servicio militar en Infantería de Marina en Cartagena (Murcia) y San Fernando (Cádiz). En 1992 comenzó a trabajar en una empresa de ingeniería y la mayor parte de su carrera profesional ha estado relacionada con la energía en el sector gasista. Posteriormente obtuvo la Licenciatura en Historia por la UNED (2014).
Entre sus aficiones, además de la lectura, destacan el gusto por los viajes y por el cine. Defensor de la normalización de la vida pública de los homosexuales, está casado desde 2006.
El 3 de julio de 2010 se publicó en El País un extracto de su texto «La pluma es nuestra raza». En 2013 aparecería completo en El HuffPost
Colabora con cierta frecuencia en El Huffington Post  y semanalmente dirigió la sección cultural Desayuno en Urano, en la revista web Dos Manzanas, sobre literatura, cine y cultura LGTB, desde 2006 hasta 2015.
Ha participado en múltiples programas de radio: Desde fuera del armario, Las aceras de enfrente, Wisteria Lane y el programa de la radio argentina El vahído.
Ha sido presentador en Madrid de novelas de Eduardo Mendicutti y Alberto Fuguet entre otros.
En 2016 empezó a publicar una columna mensual en el magazín en línea feminista Pikara. Ese mismo año fue uno de los finalistas del Premio Cosecha Eñe 2016, concurso en el que participaron cuatro mil relatos, con su texto «Era el amor y se llamaba Antonio».
En 2020 colaboró en el fanzine Florecer será un crimen. Además colaboró en el número 107 de Gehitumagazine con el relato «Una fulguración», ilustrado por Elkoko, y en el monográfico de Pikara Magazine sobre amor romántico con el relato «El amor es una construcción social».
Desde 2019 forma parte del jurado internacional del Eurostory Best Lyrics Award que concede la revista periodística-literaria Eurostory a la mejor letra de las canciones participantes en el Festival de la canción de Eurovisión.

## Obra
La obra literaria de José Luis Serrano en buena parte se publicó bajo el sobrenombre de Elputojacktwist. Tiene obras de varios géneros literarios:

### Cuentos, colaboraciones y textos breves
- 2007: Carlos y Carlos. Revista Alex Lootz
- 2013: La tumba del chicle Bazooka, recopilación de cuentos escritos por el autor desde su juventud, además de artículos sobre viajes a La India y Uzbekistán y una serie de textos reflexivos sobre la homofobia.
- 2014 «Hipocampos», cuento publicado en Lo que no se dice, antología de relatos inéditos de Luis Antonio de Villena, Eduardo Mendicutti, Luisgé Martín, Lluís Maria Todó, Fernando J. López, Óscar Esquivias, Luis Cremades, Lawrence Schimel, José Luis Serrano, Óscar Hernández Campano y Álvaro Domínguez. Ilustraciones de Raúl Lázaro. Madrid: Dos Bigotes, 2014.[22]
- 2015: «A mí me hubiera gustado ser transexual», colaboración con un texto en el libro editado por Pablo Peinado Universo trans: análisis pluridisciplinar sobre transexualidad y transgénero (Transexualia AET, Ayuntamiento de Madrid).[23]
- 2015: «El color de esa ciudad» en el libro colectivo y multidisciplinar El cielo en movimiento (Dos Bigotes, 2015).[24]
- 2016: «Era el amor y se llamaba Antonio», cuento publicado en la revista Eñe, cuyo número 47 tuvo el título general de Palabras que explotan.
- 2017: «Cucú-Tras», cuento publicado en la Anuario n.º 5 de la revista Pikara[25].
- 2019: «El espíritu de la golosina», cuento publicado en el monográfico Orgullosas, de la revista Pikara.
- 2020: «El amor es una construcción social», cuento publicado en el monográfico Amor romántico, de la revista Pikara.
- 2020: «Una fulguración», cuento publicado en el n.º 107 de Gehitumagazine, revista publicada por la asociación Gehitu.

### Novelas
- 2011: Hermano, Editorial Egales. La novela es una carta a un muchacho birmano que el protagonista conoce en un viaje al país del Sudeste Asiático. El autor aprovecha para reflexionar sobre el lenguaje y las raíces de la homofobia, además de abogar por el amor romántico.
- 2014 Sebastián en la laguna, Editorial Egales. Trata sobre la dificultad para combinar la memoria individual, la memoria colectiva y la Historia. Un verano de los años ochenta junto a una laguna será el escenario de una historia trágica y romántica acerca de los estereotipos y las masculinidades. En febrero de 2015 se publicó la segunda edición. Los derechos han sido cedidos para su adaptación al cine. En 2017 se editó la tercera edición.
- 2015 Lo peor de todo es la luz,[26] Editorial Egales. Su tercera novela relata el amor entre dos hombres heterosexuales en el País Vasco, una historia que transcurre a lo largo de cincuenta años.
- 2021 La vida a medias de Andros, Editorial Egales. Es una novela estructurada como un diálogo donde el autor a la vez que cuenta las historias del personaje, intercala las intervenciones de éste a modo de declaraciones o recuerdos de determinadas escenas concretas.

### Poesía
- 2017: «Azar», «Final», «Ojos cerrados», «Los mejores momentos» en Correspondencias/Correspondences. Una antología de poesía contemporánea LGTB española. Editorial Egasles/Desatada
- 2018: «Esto no es una poesía, es un bote de mayonesa», «Se acarician en lo oscuro», «Un billete de metro», «Folégandros» en De Chueca al cielo. 100 poemas celebrando la diversidad LGTBI. Recopilado por Lawrence Schimel y elaborado por Transexualia con subvención del Área de Políticas de Género y Diversidad del Ayuntamiento de Madrid
- 2020: Offshore y otros poemas. Editorial Flores Raras